# Окинский район
Оки́нский райо́н (бур. Ахын аймаг) — административно-территориальная единица и муниципальное образование (муниципальный район) в составе Республики Бурятия Российской Федерации.
Административный центр — село Орлик.

## География
Окинский район, приравненный к районам Крайнего Севера, расположен на крайнем западе Бурятии в горах Восточного Саяна. Граничит на юге и юго-востоке по Тункинским гольцам с Тункинским районом республики. На севере и востоке примыкает к Иркутской области, на западе — к Тыве. На юго-западе проходит государственная граница с Монголией.

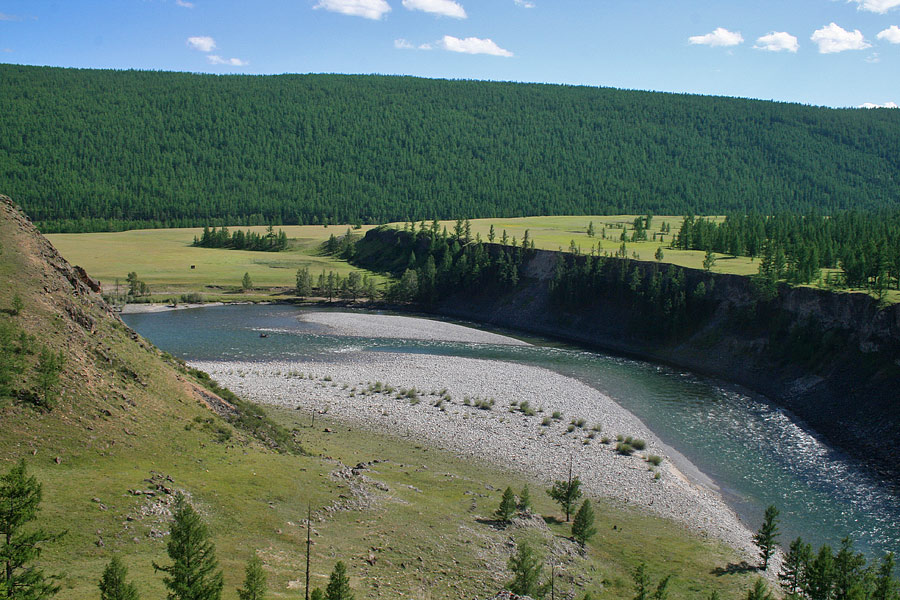
Река Ока

Площадь района — 26 594,03 км². 1 097,6 тыс. га покрыта лесом (43,8 % территории). Район отличается чрезвычайно суровыми условиями, труднодоступностью и богатством недр. Имеет резко расчленённый рельеф с колебанием высот от 700 до 3400 метров над уровнем моря. В южной части, на стыке Окинского и Тункинского районов Бурятии и государства Монголия, располагается массив Мунку-Сардык с высочайшей вершиной Восточной Сибири — 3491 м.
Главная водная артерия района — река Ока. Наиболее крупные озёра: Хара-Нур, Урунгэ-Нур, Ильчир, Шутхалай-Нур.
Климат резко континентальный с продолжительной и суровой зимой, безветренной и малоснежной. Лето короткое и тёплое.

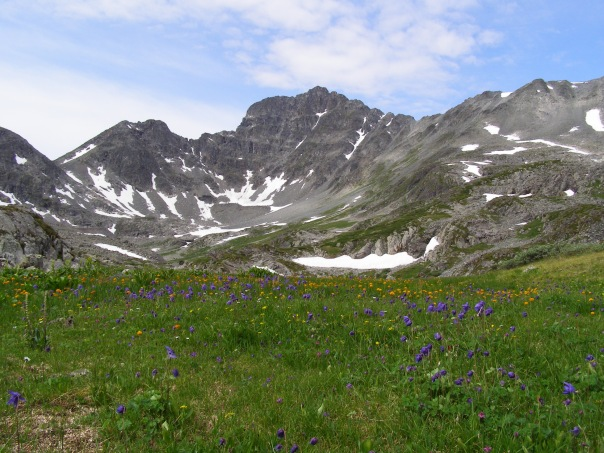
Горная Ока

## История
Древняя история района представлена неолитическими стоянками Орлик (2 пункта), Жомболок и Шарза (3 пункта). Найдены средневековые могильники в устье рек Синцы, Жомболока, Хурги, жертвенник озера Хухэ-Нур, петроглиф Жомболок, свидетельствующие о пребывании здесь людей в ту эпоху.
Территория современного Окинского района начала заселяться в XVII—XVIII веках сойотами и бурятами-хонгодорами. До этого здесь не было постоянного населения, но в некоторых источниках указывается о территориях заселёнными тунгусами (эвенки), позже их именовали окинскими тунгусами (эвенки), ущелья и хребты этой части Восточного Саяна использовались как охотничьи угодья соседними бурятами, тувинцами, сойотами-цаатанами, тофаларами, эвенками. Русские казачьи караулы появились после 1727 года с установлением границ с империей Цин и были весьма малочисленны.
В XIX и начале XX века район изучался российскими геологами. В 1846 году француз Ж-П. Алибер приобрёл Мариинский графитовый рудник на Ботогольском гольце и основал предприятие по добыче минерала. В 1865 году П. А. Кропоткин исследовал Окинские вулканы. В 1913 году при изучении вулкана, названного его именем, погиб С. Перетолчин. С 1940 года геологию района изучал академик В. А. Обручев.
В период Гражданской войны в местности Баян-Гол в долине реки Оки произошёл бой местных казаков с отрядом Н. Каландаришвили, совершавшим рейд из Забайкалья в Прибайкалье.
В 1923 году с образованием Бурят-Монгольской АССР в составе Тункинского аймака был образован подрайон — Сойотский хошун.
В 1930-х годах в период коллективизации начался переход местного кочевого населения к оседлости. Появились первые населённые пункты — центральные усадьбы колхозов и сельхозартелей.
Как самостоятельная административная единица Окинский аймак Бурят-Монгольской АССР образован 26 мая 1940 года в результате разукрупнения аймаков.
С 1 февраля 1963 по 4 марта 1964 года территория аймака вновь входила в состав Тункинского аймака. В октябре 1977 года Окинский аймак переименован в Окинский район.

## Предания и легенды

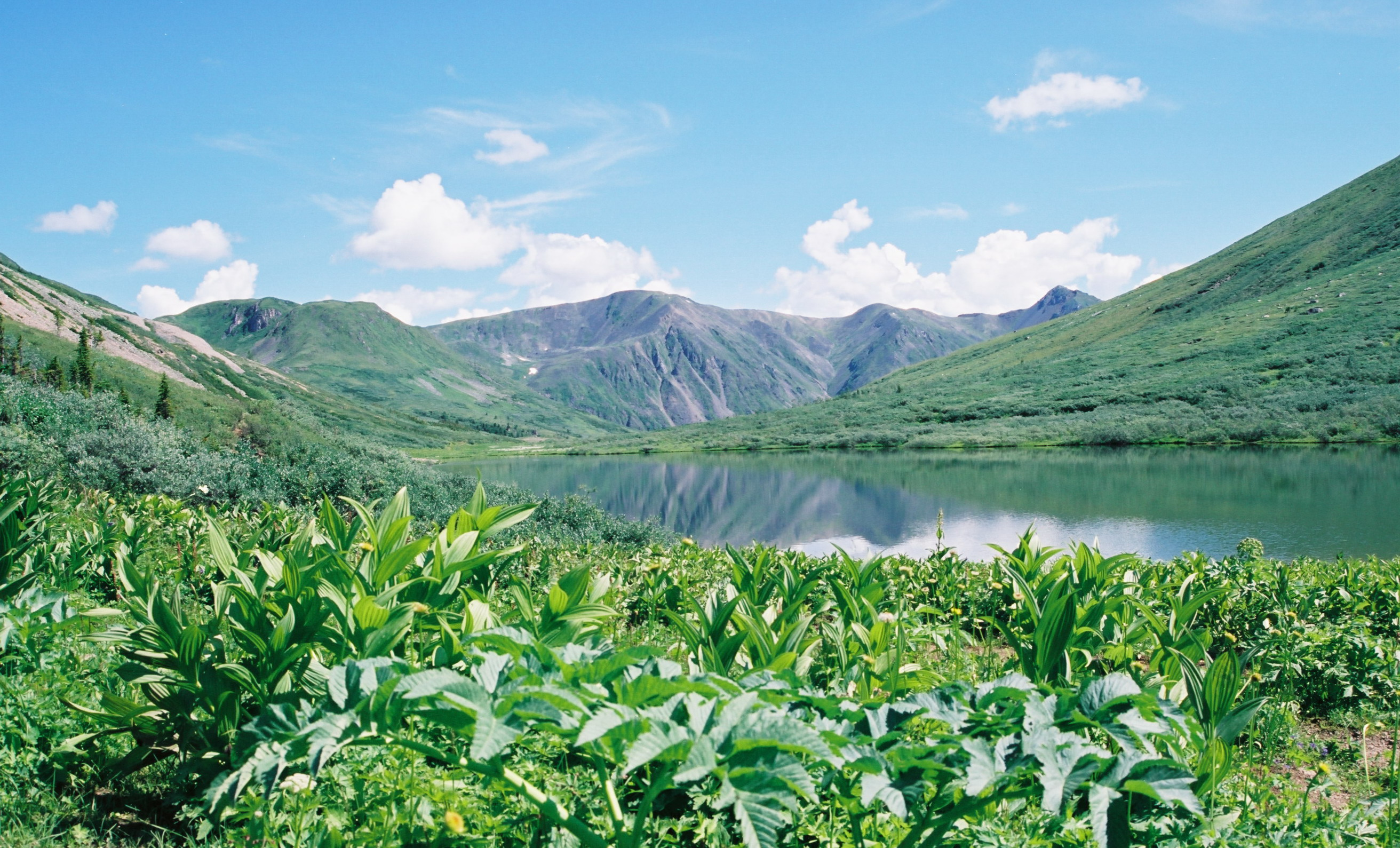
На границе с Тывой

В далёком прошлом территория Оки не была заселена — здесь простиралась синяя тайга — Хүхэ Жээжмын тайга. Главная река края — Ока бурятское название её Аха. На своём пути к Ангаре она вбирает воды 12 рек: Сусари нуур, Гаргани гол, Буксоони гол, Сороги гол, Диби, Тисын гол, Сэнсын гол, Мундарга, Сагаан Сайлаг, Жомболог, Оорлиг, Жаха-наа. Орлик течёт ей навстречу, встречает её.
Долина реки Орлик — узкая, как бы зажатая с двух сторон высокими горами. Говорят, в давние времена баторы пускали друг в друга стрелы, находясь на горах по разным сторонам долины.
Согласно легенде, по тайге бродили когда-то брат и сестра. Брат утонул в озере. Объятая огромной печалью, сестра сидела на берегу озера, плакала и причитала: «Ахаа, ахаа…» — слёзы её переполняли озеро, из озера появилась быстрая речка, которая побежала дальше и называют её река «Аха». Река, добежав на север до Орхобоом, сделала крутой поворот. Здесь путь ей преградил дух горы Орохо бомын эзэн. Река просила «пропусти», он был непреклонен. Прошло сколько-то времени, она сказала «приподнимись, немного, я все бока отлежала». Орхо бомын эзэн чуть-чуть приподнялся, она рванулась изо всех сил, пробилась, взывая землю, и понеслась дальше, так что он не мог догнать её. Река Ока очень спешила, потому что она поспорила с Иркутом, кто из них первый добежит до Ангары. Но она опоздала — Иркут немного опередил её, потому что Оку задержал Орох бомын эзэн.

## Население
| 1939  | 1959  | 1960  | 1961  | 1962  | 1963  | 1964  | 1965  | 1966  | 1967  | 1968  | 1969  | 1970  | 1971  | 1972  |
| ----- | ----- | ----- | ----- | ----- | ----- | ----- | ----- | ----- | ----- | ----- | ----- | ----- | ----- | ----- |
| 1800  | ↗3200 | ↘3000 | →3000 | ↗3300 | →3300 | →3300 | ↗3600 | →3600 | ↘3400 | ↗3700 | ↘3500 | ↗3600 | ↘3500 | →3500 |
| 1973  | 1974  | 1975  | 1976  | 1977  | 1978  | 1979  | 1980  | 1981  | 1982  | 1983  | 1984  | 1985  | 1986  | 1987  |
| →3500 | ↘3300 | →3300 | ↗3600 | ↗3700 | ↘3600 | →3600 | ↗3700 | ↗3800 | ↗3900 | →3900 | ↘3800 | ↗3900 | ↗4000 | ↘3900 |
| 1988  | 1989  | 1990  | 1991  | 1992  | 1993  | 1994  | 1995  | 1996  | 1997  | 1998  | 1999  | 2000  | 2001  | 2002  |
| ↗4100 | ↗4400 | ↗4600 | ↗4900 | ↘4500 | →4500 | ↗4600 | ↘4400 | ↗4500 | →4500 | ↘4400 | →4400 | →4400 | →4400 | ↗4591 |
| 2003  | 2004  | 2005  | 2006  | 2007  | 2008  | 2009  | 2010  | 2011  | 2012  | 2013  | 2014  | 2015  | 2016  | 2017  |
| ↗4600 | ↗4700 | ↗4900 | ↗5000 | ↗5100 | ↗5200 | ↗5246 | ↗5353 | ↗5515 | ↘5401 | ↗5413 | ↘5395 | ↗5406 | ↘5400 | ↗5470 |
| 2018  | 2019  | 2020  | 2021  | 2023  | 2024  |       |       |       |       |       |       |       |       |       |
| ↘5468 | ↘5429 | ↗5452 | ↘5323 | ↗5332 | ↗5349 |       |       |       |       |       |       |       |       |       |

Согласно прогнозу Минэкономразвития России, численность населения будет составлять:
- 2024 — 5,94 тыс. чел.
- 2035 — 6,81 тыс. чел.

### Национальный состав
Окинский район является расселением особого субэтноса бурят — сойотов, которые с 2002 года учитываются как отдельный коренной малочисленный народ. Однако данное решение создало проблему определения их реальной численности, так как статус коренного малочисленного народа полагает за собой ряд льгот, в связи с чем часть бурят, проживающих в Окинском районе во время переписи указывают себя Сойотами.[зачем?]. Также сложным вопросом является сама классификация сойотов, как отдельного народа, из-за их очень сильной интеграции с бурятами на протяжении нескольких веков. Самым наглядным примером этого является большое количество смешанных браков между сойотами и бурятами, а в силу многократного численного перевеса последних уже более одного столетия назад произошел полный переход первых на бурятский язык. Внимания заслуживает и факт наличия отдельных родов сойотов в составе бурят других районов Этнической Бурятии.
Данные Всероссийской переписи 2010 года:
Буряты(вкл. сойотов) — 4 995 чел. (93,2 %)
Русские — 335 чел. (6,2 %)
Остальные — 23 чел. (0,6 %)

Данные переписи 2021 года:
Буряты(вкл. сойотов) — 5150 чел. (97,59 %)
Русские — 109 чел. (2,06 %)
Остальные — 18 чел. (0,35 %)

## Территориальное устройство
Окинский район разделён на следующие административно-территориальные единицы: 1 сельсовет и 3 сомона.
Муниципальный район включает 4 муниципальных образования со статусом сельских поселений. Они соответствуют сельсовету и сомонам.
| № | Сельское поселение | Административный центр | Количество населённых пунктов | Население (чел.) | Площадь (км²) | Административно- территориальная единица |
| - | ------------------ | ---------------------- | ----------------------------- | ---------------- | ------------- | ---------------------------------------- |
| 1 | Бурунгольское      | село Хужир             | 2                             | ↗737             | 272,97        | Бурунгольский сомон                      |
| 2 | Орликское          | село Орлик             | 3                             | ↘3028            | 479,08        | Орликский сомон                          |
| 3 | Саянское           | село Саяны             | 3                             | ↗538             | 241,22        | Саянский сомон                           |
| 4 | Сойотское          | улус Сорок             | 7                             | ↘1046            | 1366,01       | Сойотский национальный сельсовет         |

### Населённые пункты
В Окинском районе 15 населённых пунктов.
| №  | Населённый пункт | Тип     | Население | Сельское поселение |
| -- | ---------------- | ------- | --------- | ------------------ |
| 1  | Алаг-Шулун       | улус    | ↘168      | Бурунгольское      |
| 2  | Балакта          | улус    | ↗241      | Орликское          |
| 3  | Боксон           | посёлок | ↘122      | Сойотское          |
| 4  | Ботогол          | посёлок | ↗10       | Сойотское          |
| 5  | Зун-Холба        | улус    | ↗29       | Сойотское          |
| 6  | Орлик            | село    | ↗2555     | Орликское          |
| 7  | Самарта          | село    | ↘3        | Сойотское          |
| 8  | Саяны            | село    | ↗408      | Саянское           |
| 9  | Сорок            | улус    | ↗739      | Сойотское          |
| 10 | Субаря           | улус    | ↗26       | Сойотское          |
| 11 | Хара-Хужир       | улус    | ↘214      | Орликское          |
| 12 | Хужир            | село    | ↗625      | Бурунгольское      |
| 13 | Хурга            | улус    | ↘117      | Сойотское          |
| 14 | Шарза            | улус    | ↘33       | Саянское           |
| 15 | Шаснур           | улус    | ↘50       | Саянское           |

## Экономика
Минерально-сырьевой комплекс является базой социально-экономического развития района на обозримую перспективу, играя роль структурообразующего элемента экономики Оки. По объёму промышленного производства район занимает 23 место в Бурятии.
В районе найдено и разведано более двух десятков месторождений полезных ископаемых — золота, бокситов, фосфоритов, асбеста, графита, нефрита, кварцита и др. Из них несколько крупнейших по запасам не только в Республике Бурятия, но и в России. Это Зун-Холбинское и Барун-Холбинское месторождения рудного золота, Харанурское месторождение фосфоритов, Ботогольское месторождение кристаллического графита, Хара-Жалгинское и Оспинское месторождение нефрита.
Общий земельный фонд составляет 2599,8 тыс. га, из них более 92 % — земли лесного фонда.
Общий запас древесины составляет 112,7 млн м³.
Сельскохозяйственные угодья составляют 0,9 % всех земель района, пашня — 0,1 %. Сельское хозяйство специализируется на развитии мясомолочного животноводства.

## Минеральные источники
Район славится многочисленными минеральными источниками. Наиболее известный из них, Шумак в бассейне реки Китой. Также известны источники Халун-Ухан, Шутхалайский аршан, Айнаг, Хойто-Гол, Тиссинский аршан и др.

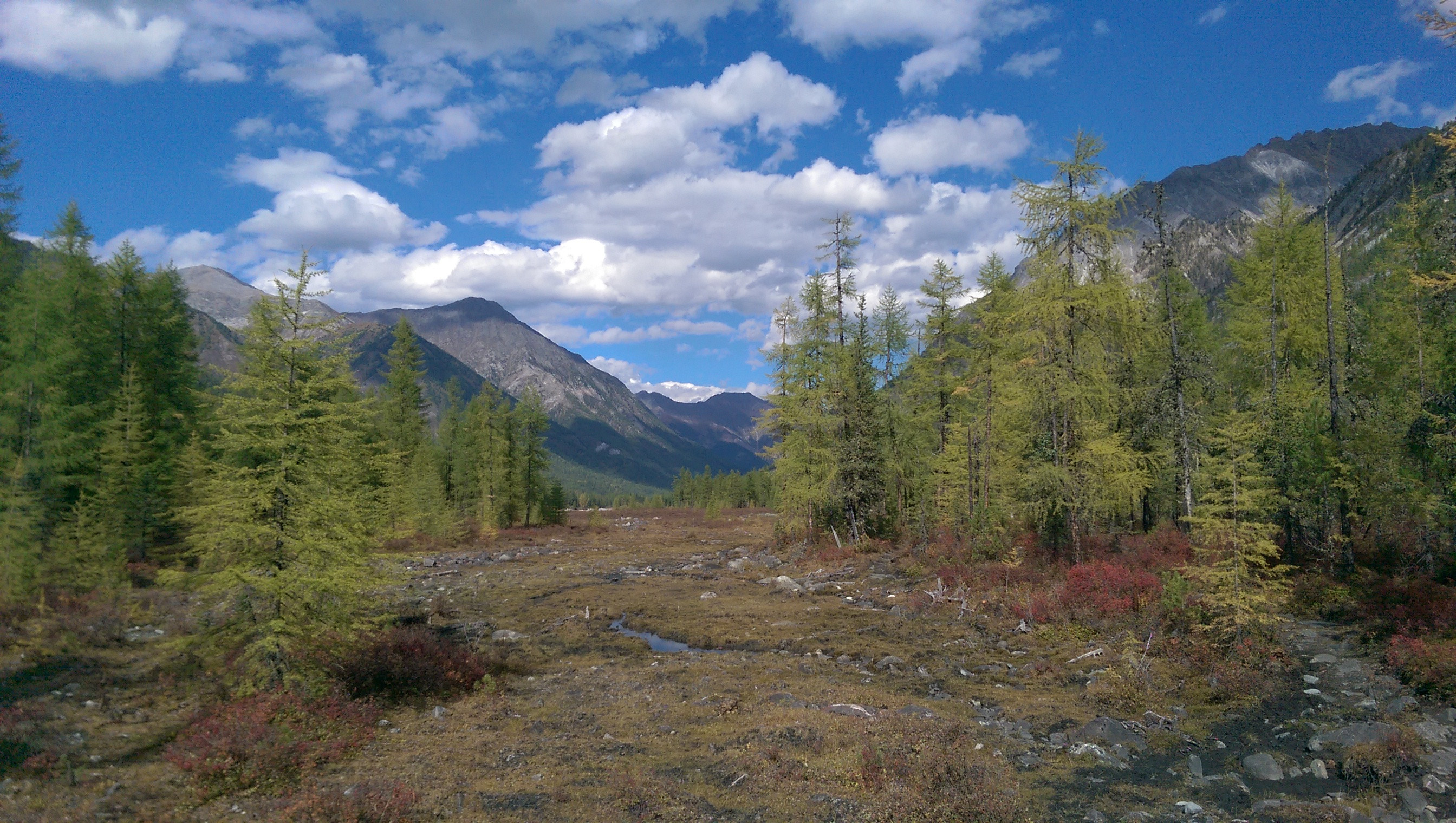
Шумак
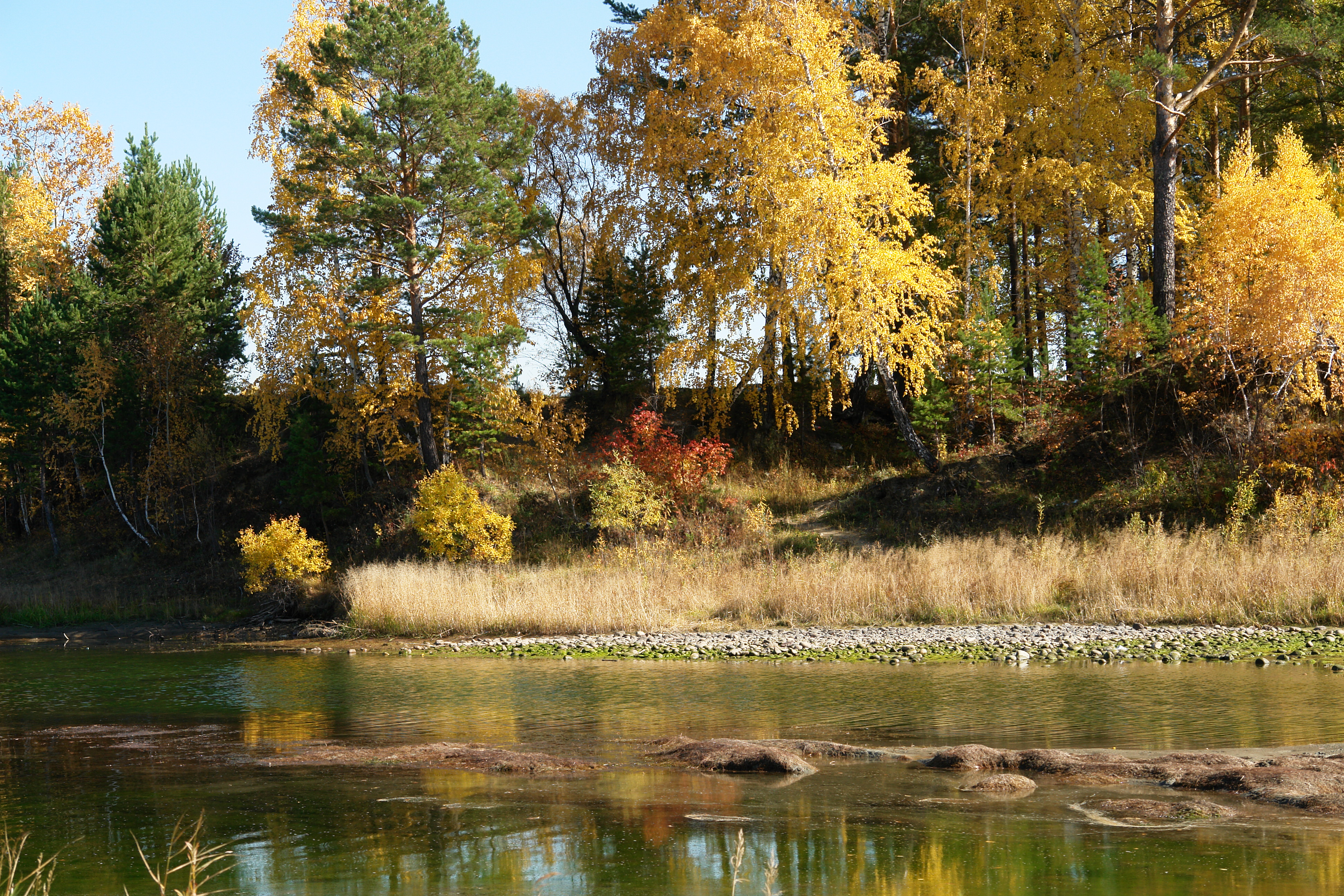
Река Китой
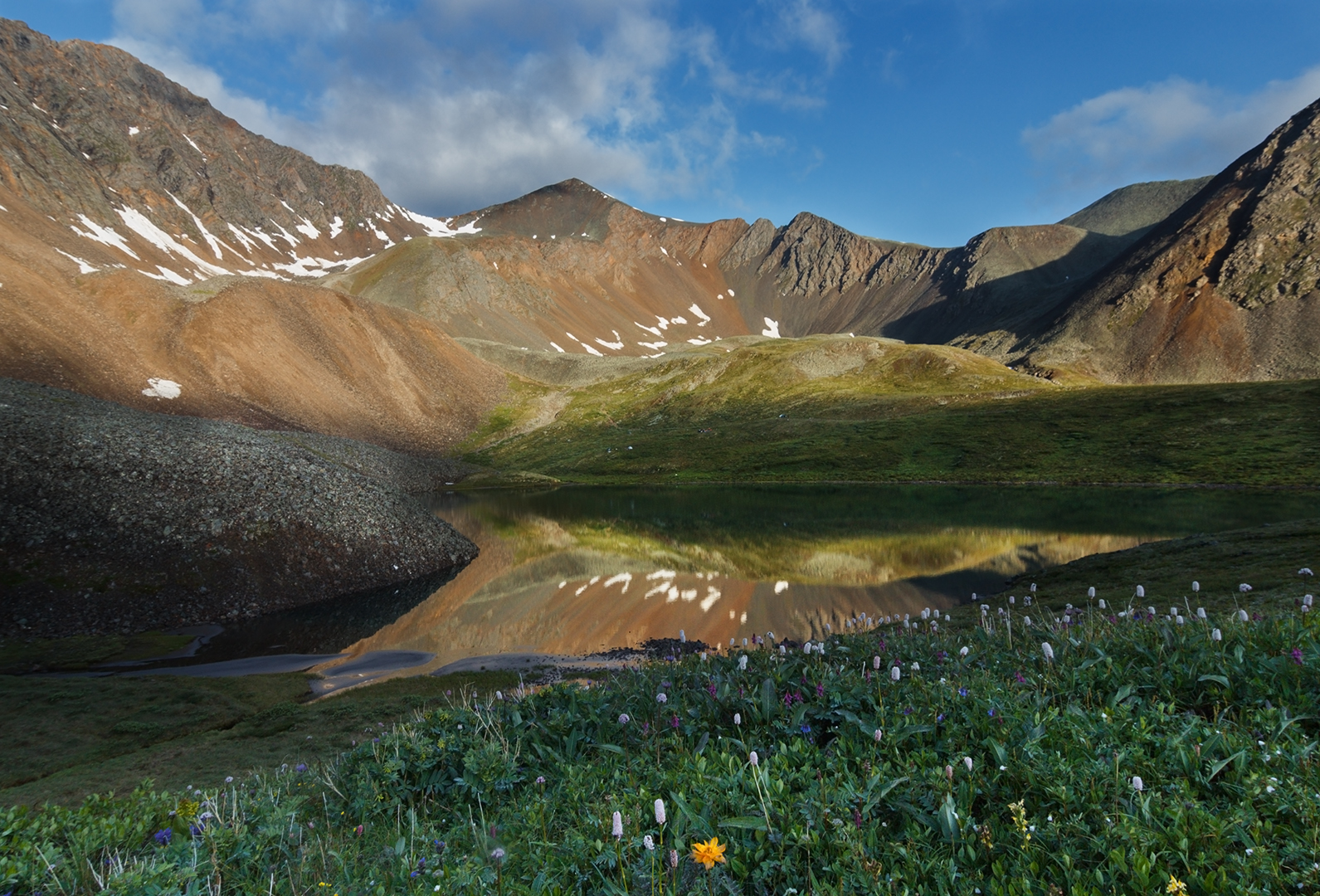
Шумакский перевал

## Достопримечательности
- Гора Мунку-Сардык — высшая точка Восточной Сибири.
- Гора Улан-Шулун (Красный камень). Здесь по легенде происходила битва героя бурятских сказаний Гэсэра[28].
- Потухшие вулканы Перетолчина и Кропоткина. От вулкана Перетолчина тянется лавовый след длиной в 50 км.
- Нухэн-Дабан, скала с отверстием, через которое идёт старая окинская тропа. В эпосе «Гэсэр» есть легенда о том, что это отверстие образовалось от стрелы Гэсэра, пущенной им в своего врага.
- Окинский дацан.
- Долина вулканов Хи-Гол образовалась в результате извержений вулканов. Потоки лавы здесь стекли в ледниковую долину реки Жомболока, образовав язык длиной 70 км. Толщина слоя лавы достигает 3—5 метров.
- Дабатский водопад
- Гэсэрэ сумэ — храм Гэсэра. Памятник установлен в 1995 году, в празднование 1000-летия Гэсэриады. Располагается на вершине горы, к северо-западу от села Хужир. Места связаны с 9-ю легендарными подвигами эпического героя, Гэсэра. Автор проекта — архитектор Д. Г. Шагдурова, художник, автор картин на подзорах павильона — Лубсан Доржиев, мастера — отец и сыновья Самбаевы. Павильон восьмигранной формы построен без единого гвоздя. Фундамент-ограждение выложен из белого камня. В центре выложен очаг из 3 камней. На внутренней стороне подзоров павильона изображены 8 фрагментов из эпоса о Гэсэре. Легендарные места (Торог-шулун, Улан-Хайрхан, Хан-ула) можно увидеть с данного места, по этой причине гора и была избрана для возведения храма Гэсэру.
- Хонгодорская стела. Находится у подножия Хан-ула, на берегу реки Сенца. Новый памятник установлен к празднику хонгодоров, 60-летию Окинского района (6—7 июля 2000 г). Деревянная стела представляет собой фигуру хонгодора, держащего над своей головой лебедя, который считается тотемом хонгодорских племён. Вокруг шесть сэргэ, символизирующих районы, заселённые хонгодорами, два белых камня на южной и восточной сторонах. Архитектор Шагдурова Д. Г.
- Орликский Дацан «Пунцогнамдолинг». Находится в 2 км от села Орлик в местности Доодо нуга.
- Дуган в Орлике. Открыт в 90-е годы в здании, перенесённом из Балакты, одной из построек Жэлгэнского дацана.

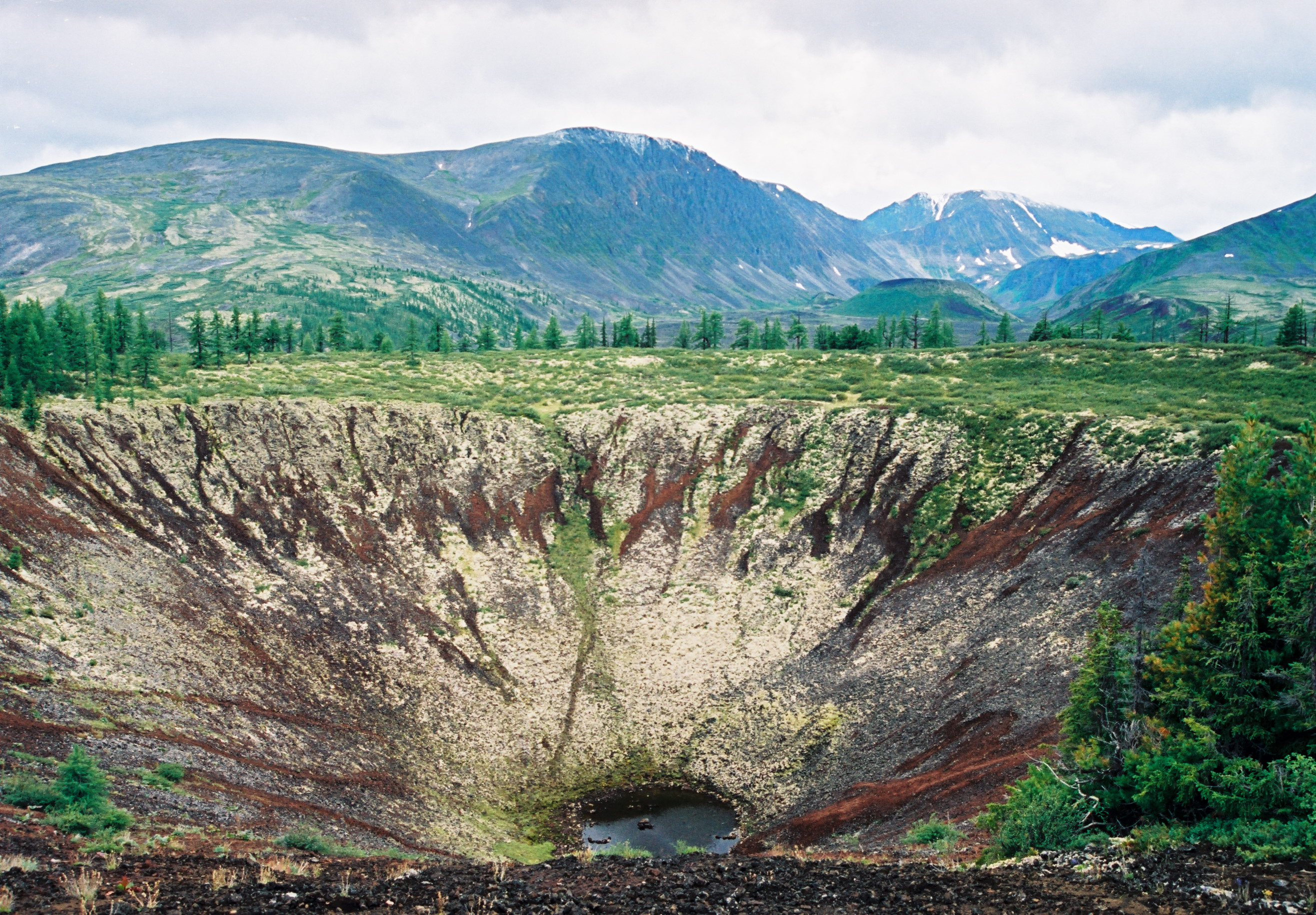
Долина вулканов Хи-Гол
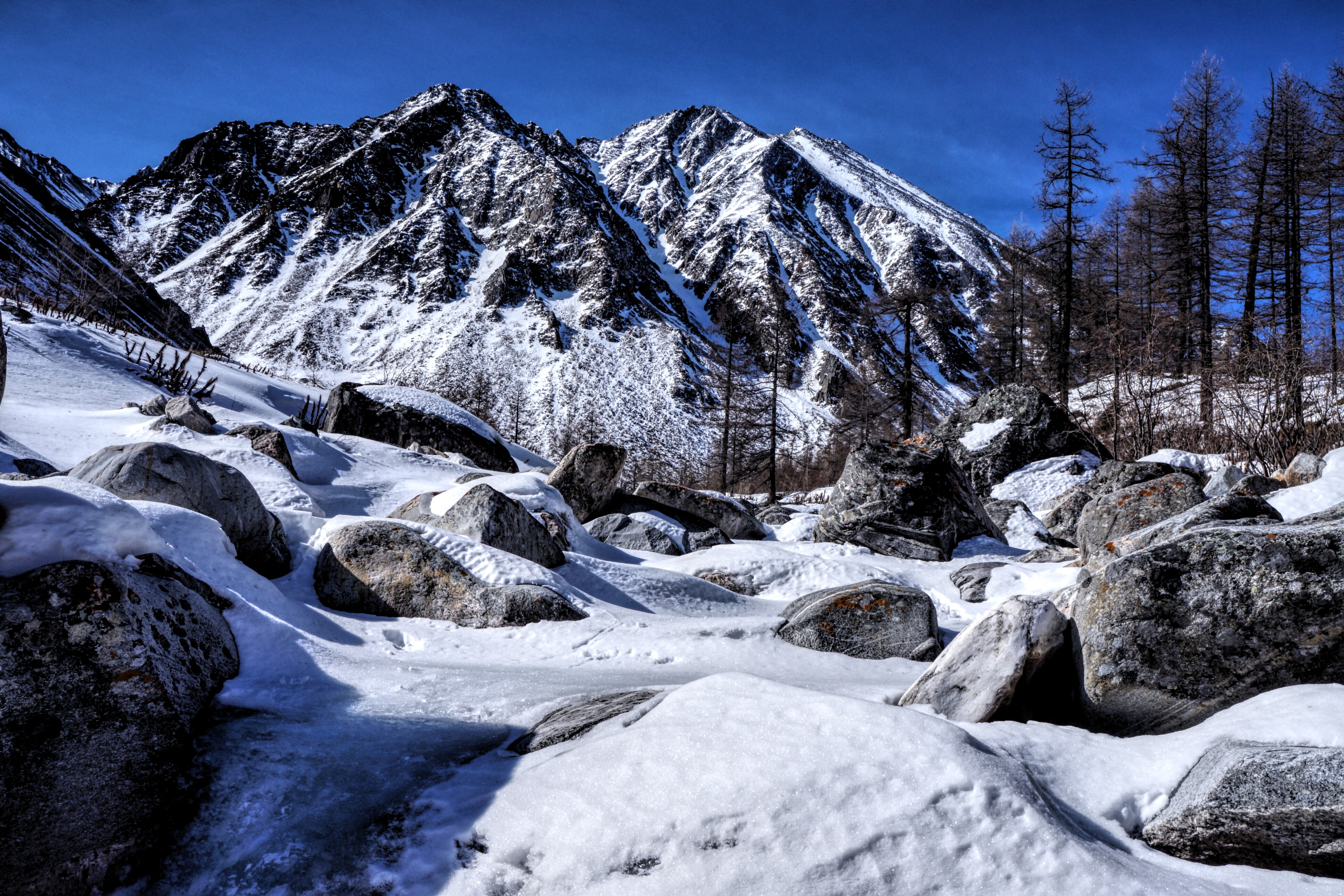
Гора Мунку-Сардык
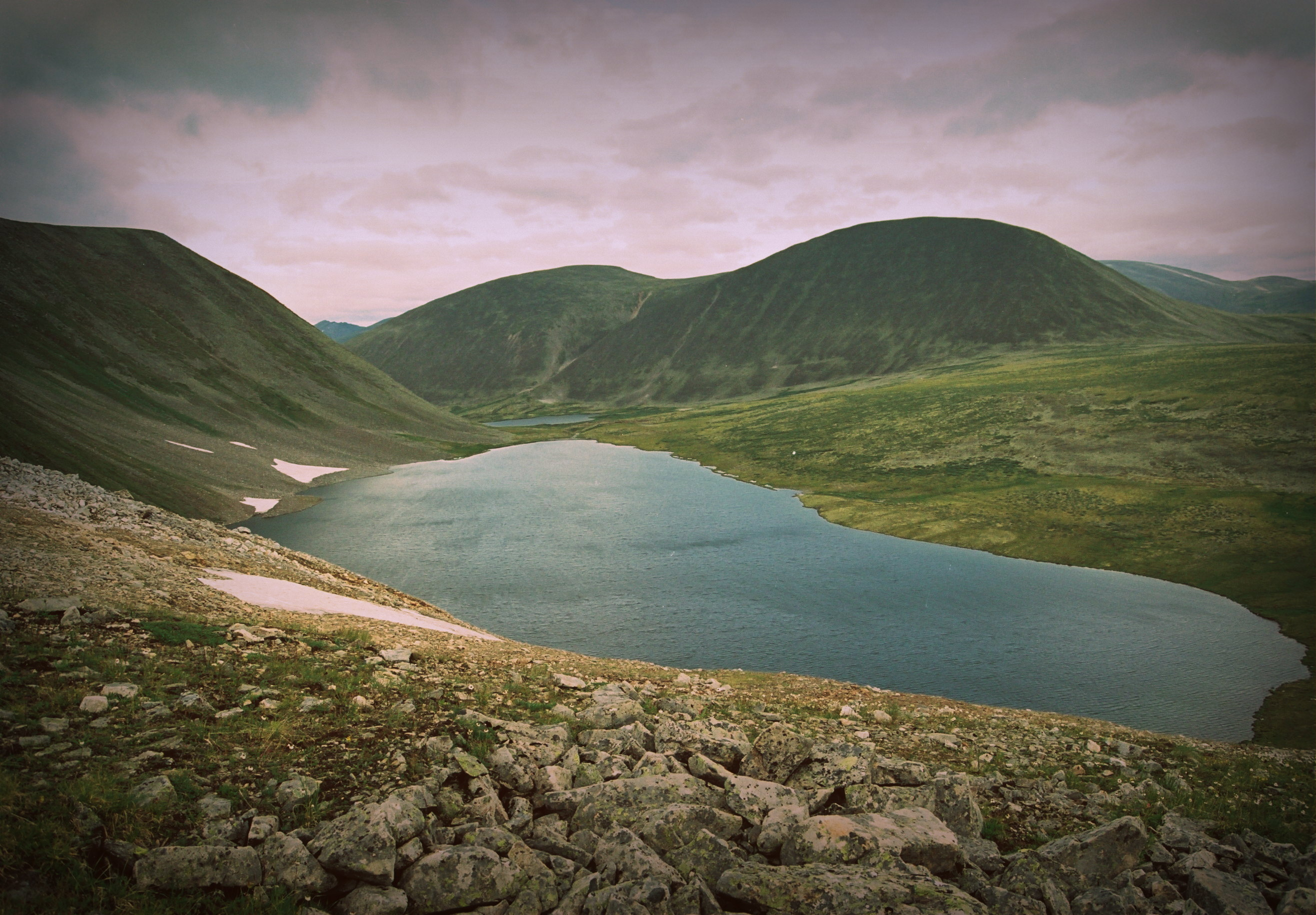
По дороге в долину вулканов.
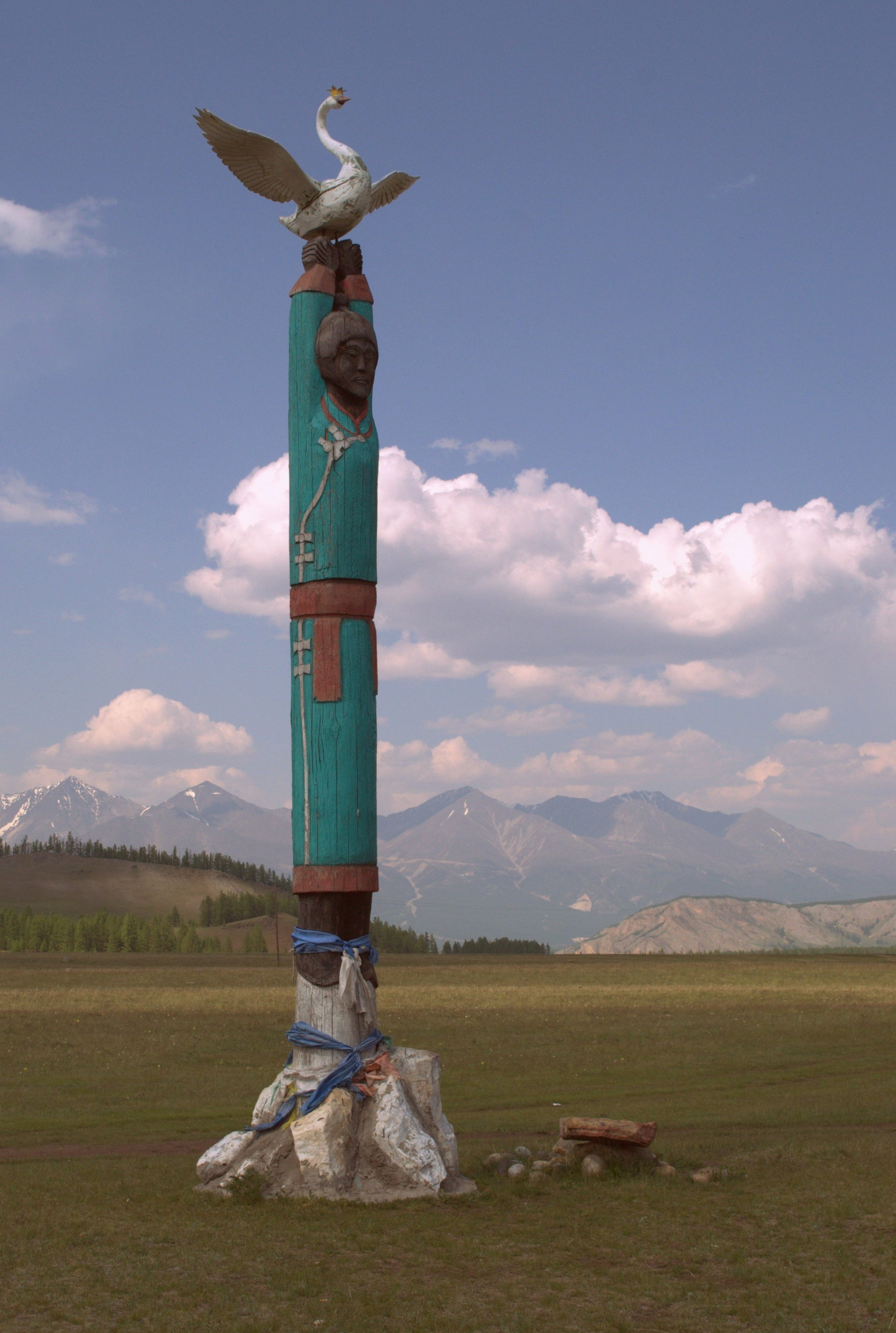
Стела хонгодоров

## Туризм
Окинский район обладает достаточно большими и разнообразными по типу туристическими ресурсами, позволяющими развивать несколько перспективных видов туризма и отдыха. Природные ресурсы являются наиболее существенной и привлекательной частью ресурсов туризма района. Вместе с тем достаточно крупный ресурс для использования в целях туризма заключён в истории и культуре. На их основе перспективным является развитие видов туризма, относящихся не только к общей категории «природных», но и к другим категориям, в том числе: всесезонного активного туризма; альпинизма и горнолыжного спорта; стационарного отдыха с пребыванием на одном месте; природно-познавательного туризма и экотуризма; культурно-познавательного, лечебно-оздоровительного, специализированных видов (научного, ботанического, археологического); религиозного; охотничьего туризма; сельского туризма; экскурсий.
По количеству минеральных источников и скважин Окинский район занимает одно из первых мест в республике более (200 выходов лечебных вод). Минеральные источники имеют разнообразный химический состав и различные лечебные свойства. В настоящее время определён химический состав, температура и дебит большей части источников. Бальнеологические исследования по некоторым источникам не проведены.
Особым фактором, влияющим на развитие туризма Окинского муниципального района, является его географическое расположение вдоль формирующегося в настоящее время нового международного туристского направления Байкал-Хубсугул-Тыва. Развитию этого направления способствует ряд положительных условий, таких как:
- наличие высокого интереса к озеру Байкал со стороны иностранных туристов, а также российских туристов к озеру Хубсугул;
- перспектива строительства пассажирского перехода на Российско-Монгольской границе Монды-Ханх;
- быстрое развитие материальной базы экологического туризма на озере Хубсугул.